# Be Still My Heart
Be Still My Heart is de dertiende aflevering van het zesde seizoen van de televisieserie ER, die voor het eerst werd uitgezonden op 10 februari 2000.

## Verhaal
Het is Valentijnsdag op de SEH. Alhoewel dit de dag van de liefde is, is hier weinig van te merken op de SEH.
Dr. Jing-Mei en dr. Malucci raken met elkaar in een conflict over een behandelingsplan van een patiënt.
Bij een auto ongeluk sterven de ouders van twee jonge kinderen, de doktoren hebben de moeilijke taak om dit aan de kinderen te vertellen.
Dr. Romano wil zijn hond opereren en roept de hulp in van dr. Corday. Dr. Corday was net haar moeder aan het rondleiden op de afdeling chirurgie en kijkt vreemd op als zij de hond in de operatiekamer zien liggen.
Lockhart moet nog wennen dat op de SEH niet alles een goed einde heeft, zoals op haar vorige afdeling bij verloskunde.  Zij moet een oudere vrouw behandelen die stervende is.
Dr. Greene en dr. Corday gaan een romantische avond tegemoet en nemen zijn vader en haar moeder mee, de vader en moeder kunnen het samen goed vinden. 
Lucy Knight krijgt Paul Sobriki als patiënt onder behandeling, hij klaagt over aanhoudende hoofdpijn. Na onderzoek denkt zij dat Paul lijdt aan schizofrenie en wil dit overleggen met dr. Carter. Dr. Carter negeert Knight en haar patiënt, dit heeft echter grote gevolgen. 
Op het eind van de dag gaat het personeel samen op de SEH Valentijnsdag vieren. Niemand heeft in de gaten dat Knight en dr. Carter hevig bloedend in een onderzoekskamer liggen, neergestoken door Paul Sobriki.

## Rolverdeling

### Hoofdrollen
- Anthony Edwards - Dr. Mark Greene
- John Cullum - David Greene
- Noah Wyle - Dr. John Carter
- Alex Kingston - Dr. Elizabeth Corday
- Judy Parfitt - Isabelle Corday
- Eriq La Salle - Dr. Peter Benton
- Michael Michele - Dr. Cleo Finch
- Goran Višnjić - Dr. Luka Kovac
- Paul McCrane - Dr. Robert Romano
- Erik Palladino - Dr. Dave Malucci
- Ming-Na - Dr. Jing-Mei Chen
- David Brisbin - Dr. Alexander Babcock
- Kellie Martin - Lucy Knight
- Julianna Margulies - verpleegster Carol Hathaway
- Maura Tierney - verpleegster Abby Lockhart
- Yvette Freeman - verpleegster Haleh Adams
- Ellen Crawford - verpleegster Lydia Wright
- Laura Cerón - verpleegster Chuny Marquez
- Deezer D - verpleger Malik McGrath
- Gedde Watanabe - verpleger Yosh Takata
- Lily Mariye - verpleegster Lily Jarvik
- Conni Marie Brazelton - verpleegster Connie Oligario
- Dinah Lenney - verpleegster Shirley
- Pamela Sinha - verpleegster Amira
- Montae Russell - ambulancemedewerker Dwight Zadro
- Brian Lester - ambulancemedewerker Brian Dumar
- Lyn Alicia Henderson - ambulancemedewerker Pamela Olbes
- Emily Wagner - ambulancemedewerker Doris Pickman
- Kristin Minter - Randi Fronczak

### Gastrollen (selectie)
- David Krumholtz -  Paul Sobriki
- Eric Keith - vriend van Paul Sobriki
- Megan Corletto - Julia Edelstein
- Amzie Strickland - Jean Connelly
- Lenny Wolpe - Dr. George Hudson
- Anton Yelchin - Robbie Edelstein